# Masters 1974 (tennis)
De Masters 1974 in tennis werden van 10 tot en met 15 december 1974 gehouden in de Kooyong Stadium in Melbourne. Er werd indoor op grasbanen gespeeld. Dit was de enige keer in de geschiedenis dat het eindejaarstoernooi gespeeld werd op gras.
Het deelnemersveld bestond uit de beste acht spelers.
Drievoudig titelverdediger Ilie Năstase verloor in de finale van de Argentijn Guillermo Vilas.

## Speelschema

#### Groep A
|                 |               | score          |
| --------------- | ------------- | -------------- |
| Guillermo Vilas | Onny Parun    | 7–5, 3–6, 11–9 |
| John Newcombe   | Björn Borg    | 7–6, 7–6       |
| Björn Borg      | Onny Paru     | 3–6, 6–3, 10–8 |
| Guillermo Vilas | John Newcombe | 6–4, 7–6       |
| Guillermo Vilas | Björn Borg    | 7–5, 6–1       |
| John Newcombe   | Onny Parun    | 6–4, 6–4       |

| Nr. | Speler          | Wedstrijd w-v | Sets w-v | Games w-v |
| --- | --------------- | ------------- | -------- | --------- |
| 1   | Guillermo Vilas | 3-0           | 6-1      | 47-36     |
| 2   | John Newcombe   | 2-1           | 4-2      | 36-33     |
| 3   | Björn Borg      | 1-2           | 2-5      | 37-44     |
| 4   | Onny Parun      | 0-3           | 2-6      | 45-52     |

#### Groep B
|                |                | score         |
| -------------- | -------------- | ------------- |
| Ilie Năstase   | Harold Solomon | 6–3, 6–4      |
| Raúl Ramírez   | Manuel Orantes | 6–3, 6–1      |
| Manuel Orantes | Harold Solomon | 6–1, 6–1      |
| Ilie Năstase   | Raúl Ramírez   | 6–4, 2–6, 6–3 |
| Raúl Ramírez   | Harold Solomon | 6-1, 6-1      |
| Ilie Năstase   | Manuel Orantes | 6–4, 6–2      |

| Nr. | Speler         | Wedstrijd w-v | Sets w-v | Games w-v |
| --- | -------------- | ------------- | -------- | --------- |
| 1   | Ilie Năstase   | 3-0           | 6-1      | 38-26     |
| 2   | Raúl Ramírez   | 2-1           | 5-2      | 37-20     |
| 3   | Manuel Orantes | 1-2           | 2-4      | 22-26     |
| 4   | Harold Solomon | 0-3           | 0-6      | 11-36     |

### Eindfase
|  | Halve finale | Halve finale    | Halve finale    | Halve finale | Halve finale |   |              | Finale | Finale | Finale | Finale | Finale | Finale | Finale |
|  |              |                 |                 |              |              |   |              |        |        |        |        |        |        |        |
|  |              | Ilie Năstase    | 6               | 7            | 6            |   |              |        |        |        |        |        |        |        |
|  |              | John Newcombe   | 3               | 6            | 2            |   |              |        |        |        |        |        |        |        |
|  |              | John Newcombe   | 3               | 6            | 2            |   | Ilie Năstase | 6      | 2      | 6      | 6      | 4      |        |        |
|  |              |                 |                 |              |              |   | Ilie Năstase | 6      | 2      | 6      | 6      | 4      |        |        |
|  |              |                 | Guillermo Vilas | 7            | 6            | 3 | 3            | 6      |        |        |        |        |        |        |
|  |              | Raúl Ramírez    | Guillermo Vilas | 7            | 6            | 3 | 3            | 6      | 6      | 3      | 2      |        |        |        |
|  |              | Raúl Ramírez    |                 |              |              |   |              |        | 6      | 3      | 2      |        |        |        |
|  |              | Guillermo Vilas | 4               | 6            | 6            |   |              |        |        |        |        |        |        |        |